# Ruma
Ruma je gradić u srbijanskom dijelu Srijema, u autonomnoj pokrajini Vojvodini.
Nalazi se u podnožju Fruške gore. Broj stanovnika se procjenjuje na oko 38.000.
Kroz Rumu prolazi 45. usporednica.
Svetac zaštitnik župe Ruma, u koju pored Rume, spadaju i Vogalj i Male Radince (do 1817. i Irig), je sveti Leopold Mandić (od 1984.); rečena župa danas (kolovoz 2007.) ima tisuću pripadnika.

## Povijest
Razvoju Rume je uvelike pridonijela Povelja slobode i raznih pogodnosti, koje je 1. siječnja 1749. ovom trgovištu izdao barun Marko Pejačević.
Ove povoljnosti su privukle mnoge doseljenike, ponaosob Nijemce iz krajeva diljem Njemačke, čiji prvi doseljenici dolaze u Rumu već 1746., a veće skupine su došle 1749. i 1762., tako da je Ruma bila ponajviše naseljena Nijemcima u to vrijeme; ostali su bili, u dosta manjem broju, Hrvati i Mađari.
Za vjerski život tamošnjih katolika su se skrbili franjevci, također zaslugom baruna, kasnije grofova Pejačevića Virovitičkih. Grofovska je ta obitelj, i to njen rumsko-retfalački ogranak, posjedovala Rumu i rumsko vlastelinstvo oko 130 godina, od 11. veljače 1745. (kada ga je, u sklopu velikog mitrovičkog vlastelinstva, kupio barun Marko III. Aleksandar Pejačević) pa sve do sedamdesetih godina 19. stoljeća, kada je posjed rasparceliran i prodan.
Župne knjige se vode od 1746.
Kao zanimljivost, valja navesti da se tamošnji župnik Ivan Lajknar, Hrvat njemačkog podrijetla, sve vrijeme rata brinuo i za rimokatolike do samog kraja; čak i kad su Nijemci bježali iz Rume 1944., Lajknar je ostao. No unatoč tome što se iznimno skrbio za zaštitu mjesnih Srba i Židova, antinjemačka i antikatolička histerija novih vlasti je nadvladala i pogubljen je 12. studenog 1944. gdoine.

## Znamenitosti
Zgrada Hrvatskog doma jedna je od najreprezentativnijih građevina u Rumi, koja već na letimičan pogled nepogrešivo asocira na Rumu. Pod zaštitom je Zavoda za zaštitu spomenika kulture i od velikog je kulturnog i povijesnog značaja za Rumu.
Zgrada Zavičajnog muzeja iz 1772., prvotno građena za Franjevačku gimnaziju, po narudžbi baruna Marka Pejačevića.
Status spomenika kulture nosi Crkva Uzvišenja sv. Križa.
Sinagoga u Rumi, sagrađena 1935. godine, srušena u Drugome svjetskom ratu. Nacisti su započeli rušenje, a hrvatsko Gradsko poglavarstvo Rume u NDH protivilo se daljnjem rušenju o čemu je izdalo dokument.

## Hrvatske ustanove u Rumi
- "Hrvatski sokol" iz 1906.
- Hrvatsko kulturno-prosvjetno društvo "Matija Gubec"
- župni centar "sv. Leopold Mandić"
- Hrvatsko kulturno-prosvjetno društvo "Ruma"
- Hrvatska seljačka zadruga Ruma formirana 15. ožujka 1903.
- Hrvatska ratarska čitaonica, pravni sljednik HKPD Matija Gubec
- Hrvatsko pjevačko društvo Jedinstvo, pravni sljednik HKPD Matija Gubec
- Hrvatski dom u Rumi
- Rumska čitaonica
- Pučka čitaonica u Rumi

Hrvatsko kulturno-prosvjetno društvo "Matija Gubec" se razvilo iz Ratarske čitaonice 1920. godine. Iako je hrvatsko društvo, u svoje članstvo je primalo i druge nacionalnosti, tako da su u njemu ima pored Hrvata, i Nijemaca, Mađara, Slovenaca i Srba.
Ruma danas (po stanju od 15. prosinca 2002.) daje 1 elektora u Hrvatsko nacionalno vijeće Republike Srbije.

## Poznate osobe
- Antun Lombajer, autor prve knjige "Povijest kirurgije" na hrvatskom jeziku
- Slavko Mađer, hrv. pisac
- Paško Rakić, hrv. akademik i liječnik
- Rajka Vali (Valerija Raukar), hrv. glazbenica
- Đuro Palaić, hrv. pjesnik
- Atanasije Stojković (1773. – 1832.) filozof, romanopisac i prosvjetitelj
- Slavoljub Vorkapić, (Slavko Vorkapich; 17. ožujka 1894. — 20. listopada 1976.), američki filmski teoretičar, montažer i redatelj srpskog podrijetla
- Viktor Rosenzweig (Ruma, 1914. - Zagreb, Dotršćina, 09. srpnja 1941.), pjesnik, politički djelatnik i agronom.

## Šport
Sportski klubovi:
- Tekvondo klub "ZMAJ", osnovan 2000.
- Ženski odbojkaški klub „Ruma“, osnovan 1994., prestankom rada OK Gimnazijalac-Sava komerc
- Planinarsko smučarsko društvo „Borkovac“
- Sportski klub – škola fudbala "Ruma", osnovan 1998.
- Boćarski klub Dalmatinac, osnovan 1987. godine (Rade Kljajić, Srđan Butorac, Zoran Milankov, Janko Brelih i Miran Kljajić).[5][6] Boćar BK Dalmatinac Srđan Butorac, reprezentativac je Srbije,[7] i boćarke BK Dalmatinac Nataša Antonjak,[8] Ivana Sajić[9] i Nada Nedeljković.[10] Njih četvero natjecali su se na Mediteranskim igrama 2013.[7] Nataša Antonjak je osvajačica brončane medalje s Mediteranskih igara 2013., a u klasičnoj disciplini par Nataša Antonjak i Ivana Sajić osvojile su zlatnu medalju na europskom prvenstvu u Komiži listopada 2013.[11] Srpska reprezentativka s europskog prvenstva za žene u Komiži, Dušica Orlović također je igračica BK Dalmatinac, a natjecala se u brzinskom gađanju.[12][13]
- Nogometni klub GFK Sloven, član Sremske lige[14]
- Nogometni klub FK Fruška gora, član 2. sremske lige.[15]
- Nogometni klub FK 1. maj
- Nogometni klub FK Jedinstvo
- Nogometni klub FK Sunce
- Klub američkog nogometa Guardians Ruma
- Ženski košarkaški klub „Ruma 92“
- Košarkaški klub „Ruma“
- Košarkaški klub „Ru-koš“
- Odbojkaški klub „Sloven“
- Rukometni klub „Ruma“
- Ženski rukometni klub „Sloven“
- Džudo klub „Ruma“
- Džudo klub „Sloven“
- Savate boks klub „Ruma“
- Karate klub „Ruma“
- Karate klub „Sloven“
- Boks klub „Sloven“
- Tekvondo klub „Srem“
- Aikido klub „Srce Srema“
- Kuglački klub „Sloven“
- Ženski kuglaški klub „Srem“
- Atletski klub „Ruma“
- Stolnoteniski klub „Ruma“
- Šahovski klub „Sloven“
- Aero klub „Fruškogorski zmaj“
- Teniski klub „Vest gem“
- Sportski klub odgajivača golubova „Krila 74“
- Biciklistički klub „Agrressive”
- Aerobik klub „Fit-forma“

## Vanjske poveznice
- Glavom u pijesak  Arhivirana inačica izvorne stranice od 29. rujna 2020. (Wayback Machine) (engl.)
- Srijemska rapsodija za tamburašku dušu  Arhivirana inačica izvorne stranice od 27. rujna 2007. (Wayback Machine)
- Povijest župe Ruma  Arhivirana inačica izvorne stranice od 28. srpnja 2007. (Wayback Machine)
- Medijska dokumentacija[neaktivna poveznica] Hrvatska riječ: Veliki jubilej društva, 04. svibnja 2007.